# Ludmila Macešková
Ludmila Macešková, rozená Poprová (22. března 1898 Liberec – 3. května 1974 Praha) byla česká básnířka a prozaička, píšící většinou pod pseudonymem Jan Kameník, stati do časopisů podepisovala svým pravým jménem. Také překládala z francouzštiny.  

## Život
Ludmila Macešková se narodila jako druhé ze dvou přeživších dětí v rodině Antonína a Anny Poprových. Brzy po jejím narození, v roce 1900 se rodina přestěhovala do Pardubic, kde se otec věnoval výrobě dřevěných modelů a součástek strojů (ty dodával i do ciziny). V roce 1918 odmaturovala na pardubickém 1. dívčím reálném gymnáziu.
V letech 1918 – 1921 studovala na Akademii výtvarných umění pod vedením Jakuba Obrovského a Maxe Švabinského. Školu nedokončila, protože se na nátlak rodiny (hlavně matky) vdala v roce 1921 za Josefa Róna (inženýr vodohospodář), s nímž se znala od roku 1912. Po svatbě se začal chovat despoticky, a tak jí např. zakázal pokračovat ve studiích. V roce 1923 se jim narodil syn Dalibor. V roce 1930 manželství skončilo rozvodem. Vzhledem k tomu, že při rozvodu přišla o veškerý majetek, přestěhovala se (bez syna, který zůstal u otce) do malého nebytového půdního prostoru v Nuslích a živila se příležitostným psaním do různých ženských časopisů, kreslením módních návrhů a střihů, atd. Následující období, které prožila v nuzotě, však paradoxně pokládala za nejkrásnější období svého života.
V lednu roku 1932 se jí narodil nemanželský syn Ivan, za jehož otce Jiřího Macešku se záhy poté provdala. V dalších letech se rodina mnohokrát stěhovala a žila v nuzných poměrech. Maceška nechtěl pracovat, zabýval se černou magií. A protože úřady neuznaly její maturitu získanou za Rakouska-Uherska, byla Ludmila Macešková nucena pracovat v Melantrišském závodě jako kreslička střihů v nejnižší platové kategorii dělnic. V roce 1941 její syn Dalibor onemocněl schizofrenií. Nepříliš šťastné manželství s Maceškou skončilo nejprve rozlukou v roce 1945 a pak rozvodem v roce 1950. Ve 40. letech se přestěhovala spolu se syny do bytu v Týnské ulici, kde vznikla většina jejích knih. V roce 1944 vyšla první její kniha Okna s anděly. Již pro tuto knihu si zvolila na popud Bedřicha Fučíka mužský pseudonym. Tento krok B. Fučík zdůvodňoval přetrvávajícími předsudky společnosti vůči spisovatelkám.
V roce 1947 se seznámila s literárně ambiciózním úředníkem Marcelem Kabátem (* 1927), s nímž se přátelila po zbytek svého života. Staral se o ni v její nemoci, na čas se stal jejím nájemníkem. Mezi její další přátele patřil např. již výše zmiňovaný Bedřich Fučík, Miloš Dvořák, Kamil Bednář (ten se k ní v 50. letech obrátil zády), Vladimír Vokolek, Jan Zahradníček („setkávali“ se pouze prostřednictvím dopisů), Ivan Diviš, Eva Formánková, Vladimír Justl, Radovan Lukavský...
Na konci 60. let byla přijata do Svazu československých spisovatelů a také se jí dostalo jisté satisfakce, když byl na její počest uspořádán ve Viole večer její poezie, nazvaný Memento slov Jana Kameníka. Verše recitovali např. Věra Galatíková, Radovan Lukavský, Nina Divíšková.
Zemřela v Praze 3. května 1974 ve věku 76 let – na psychiatrii v Bohnicích, kam ji po nervovém záchvatu odvezla sanitka.

## Dílo
Veškerá zralá Kameníkova tvorba je nesena mystickou zkušeností.  Macešková vyšla stylově ze starší české poezie, ovlivněna byla zejména jazykovou ekvilibristikou Jaroslava Vrchlického. Dalším neopominutelným impulzem byla Maceškové poezie Paula Valéryho, jejíž výsostnou překladatelkou se vedle Josefa Palivce stala. Dobová kritika řadila v době jejího debutu Maceškovou někam mezi intelektově vypjatý svět Vladimíra Holana a katolickou modernu Jana Zahradníčka. Byl to však soud na samém počátku Maceškové básnického vývoje. Zralé Kameníkovy básně charakterizuje specifická kombinace vázaného a volného verše a leckdy až bizarní obraznost používající výrazivo technické, případně si nasazující naivistickou masku. K tomu v některých případech přibývá výrazivo okultní, či mystické literatury anebo silný křesťanský podtext. Ke konci života se do Kameníkových veršů stále častěji otiskovala i doba, která autorce neumožňovala dostatečně se publikačně realizovat.
Maceškové prózy snesou srovnání s pozdními prózami Richarda Weinera. V celkovém úhrnu se pak Maceškové básnické dílo jeví jako dílo solitéra, ba outsidera české literatury a autorka bývá dnes mnohými kritiky považována za největší českou básnířku 20. století.
- 1944 – Okna s anděly – poezie
- 1947 – Neviditelný let – poezie
- 1947 – David králem – drama nevydáno
- 1969 – Pubertální Henoch – poezie
- 1970 – Učitelka hudby – próza
- 1971 – Malá suita pro flétnu (napsána 1957) – poezie
- 1993 – Zápisky v noci (vznikaly 1952 – 1972) – poezie
- 1995 – Mystické deníky (z autorčiných deníků vybral a volně upravil Marcel Kabát)
- 2014 – Básně (uspořádal, k vydání připravil a doslov a ediční poznámku napsal Jiří Opelík)

## Ukázky
```
Nejtišší hlas

…Však On šel se mnou po všech samotách

a dýchal do mých jisker, zbylých pod popelem,

nikde nedosažen, kamkoli jsem sáh.

Kde jsi - tam ve tmě - jsi to Ty?

Má vášni poslední a hrozná, s divokostí šelem

trhající slabý závoj, nazvaný mým tělem,

jsi to Ty? - Jen ozvěny: - to ty? - ty? - jsi to ty? -

Ó, prch jsem jako zbabělec před strašným nepřítelem…
```

Jan Kameník: Okna s anděly. 1. vyd. Praha, Jos. R. Vilímek 1944. str. 19
```
Na okraj

Běda, zmocním-li se slovy

- ano! - mystického blaha,

zesládne mi stylotvorná snaha

občas do medových zářivek -

Pak smutný kárně vyhlížím z pozadí na diváky:

co by ještě chtěli?

Vždyť zápal slova je ten tam,

nelidské závodění s jiskrou,

zápisem už se nedotýkám podstaty jevu,

udýchaně honím mluno dávno uprchlé,

v desetině vteřiny uhaslé po úderu trvání.

Jako bych ošatil vázou uvadlé proutky vět,

ulomené u kořene vědomí,

kde tajně žily beze lži a svědomí jen mžik.

Ale i když má cesta těmito zmetky značkována

nebývá vždy jasně - vím to vím -,

jsou mi úlevou a světu svědectvím,

že tato Cesta je.
```

Jan Kameník: Pubertální Henoch, 1. vyd. Most, Dialog, 1968.

## Kompletní dílo

### Knihy
(vše pod pseudonymem Jan Kameník)
- Malá suita pro flétnu. 1. vyd. Praha: Vyšehrad 1971.
- Mystické deníky. K tisku připr. a dosl. naps. Marcel Kabát; ilustr. Jindřich Zeithamml. 1. vyd. Praha: Trigon, 1995. 75 s. ISBN 80-85320-52-5.
- Neviditelný let. 1. vyd. Jos. R. Vilímek: Praha 1947.

- Neviditelný let. 2. vyd. Praha: Krásné nakladatelství, 1995. 71 s. ISBN 80-901769-7-6.
- Okna s anděly. 1. vyd. Jos. R. Vilímek, Praha 1944.
- Prózy. sestavovatel Marcel Kabát, K vyd. připr. a ed. pozn. naps. Robert Krumphanzl; Dosl. Eva Formánková; Výtv. doprovod Adriena Šimotová. 1. vyd. v tomto uspoř. Praha: Triáda, 1995. 253 s. (Delfín, Dílo Jana Kameníka; Sv. 1, 2) ISBN 80-901861-1-4
- Překlady. Výtv. doprov. Věra Janoušková; K vyd. připr., ed. komentář a dosl. naps. Jiří Pelán. 1. vyd. Praha: Triáda, 1996. 238 s. (Delfín, Dílo Jana Kameníka; Sv. 7, 5) ISBN 80-901861-6-5.
- Pubertální Henoch. 1. vyd. Most, Dialog 1968.
- Pubertální Henoch. 2. vyd. Mnichov, 1982.
- Pubertální Henoch. Vyd. 3, v nakl. Ursus 1. Praha: Ursus, 1996. 54 s. na vol. listech; (Vigilie; sv. 76) ISBN 80-902012-0-2
- Učitelka hudby. 1. vyd. České Budějovice, Růže 1970.
- Zápisky v noci. 1.vyd. Praha: Český spisovatel, 1993. 83 s. ISBN 80-202-0423-7.
- Básně. (uspořádal, k vydání připravil a doslov a ediční poznámku napsal Jiří Opelík) 1. vyd. Praha: Torst, 2014. 539 s. ISBN 978-80-7215-484-5 (TORST ; váz.)

### Příspěvky v časopisech
- Akord (1945, 1948)
- Arch (1969)
- Červen (od 1919, pod jménem Ludmila Poprová)
- Lípa (pod jménem Ludmila Rónová)
- Módní revue (příloha listu Tribuna; pod jménem Ludmila Rónová)
- Pražanka (pod jménem Ludmila Rónová)
- Řád

### Překlady
- Jean Cocteau: Pekelná mechanika
- Paul Valéry: Mladá Parka a další básně